# Chrysomya rufifacies
Chrysomya rufifacies es una especie de moscas de la familia Calliphoridae. Es importante en el campo de la entomología forense debido a su uso en el establecimiento o alteración de los intervalos post mortem. Pertenece al género Chrysomya, que se conocen comúnmente como gusanos barrenadores del Viejo Mundo. Este género incluye a otras especies tales como Chrysomya putoria y Chrysomya chrysomyia, que son agentes de miasis. C. rufifacies. Prefiere clima cálido y tiene un ciclo de vida relativamente corto. Es de distribución geográfica amplia. Prefiere colonizar cadáveres grandes. La especie tiene comúnmente un color verdoso y aspecto metálico. Es de importancia médica, económica y forense.

## Taxonomía
Chrysomya rufifacies fue descrito por primera vez por el entomólogo francés Macquart. Su epíteto específico se deriva de las palabras latinas rufus "rojizo" y facies "cara". Algunos taxónomos creen que C. rufifacies es la misma especie que Chrysomya albiceps debido a similitudes morfológicas, biológicas, ecológicas y de distribución. Las larvas de ambas especies son muy difíciles de distinguir, y sólo una pequeña diferencia existe entre los imagos. Se dice que una cerda prostigmática está presente en  C. albiceps y ausente en C. rufifacies, pero no está presente en todos los C. albicepes o es muy reducida, por lo que este carácter no es fiable. El estado de C. rufifacies no está completamente claro, y su relación con C. albiceps no ha sido completamente determinada.

## Descripción

### Adulto

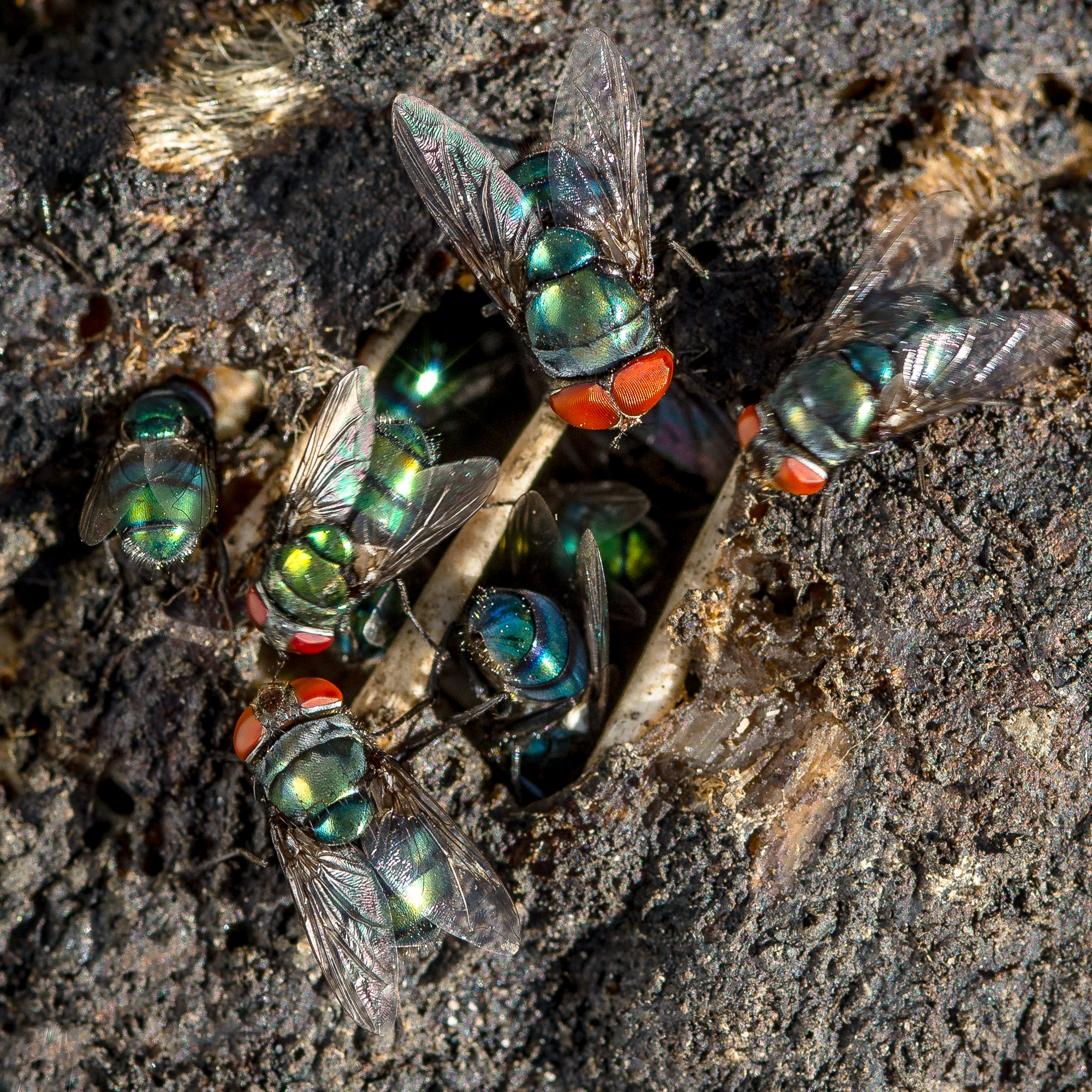
Un C. rufifacies adulto

C. rufifacies se puede identificar fácilmente por la presencia de un color brillante metálico azul verdoso, por una dilatación genal, y una cobertura del espiráculo (orificio respiratorio) torácico anterior de color pálido. El adulto es de aproximadamente 6 a 12 mm de longitud.
El uso de un microscopio permite al investigador identificar las setas en la mosca , un mayor de la ampolla con la dura erecto setas, negro primero y segundo abdominal tergitos, y un negro posterior margen de la tercera y cuarta tergitos abdominales. Estos rasgos son característicos del género Chrysomya. La diferenciación entre C. megacephala y C. rufifacies se logra mediante la observación de la torácica anterior espiráculo (orificio respiratorio) de color. C. rufifacies tiene un color pálido o blanco torácica anterior espiráculo (orificio respiratorio), mientras que C. megacephala tiene un color marrón oscuro o naranja oscuro torácica anterior espiráculo (orificio respiratorio). También, C. rufifacies contiene tres rayas pronotales (pronoto) torácicas débiles que no son fácilmente visibles.

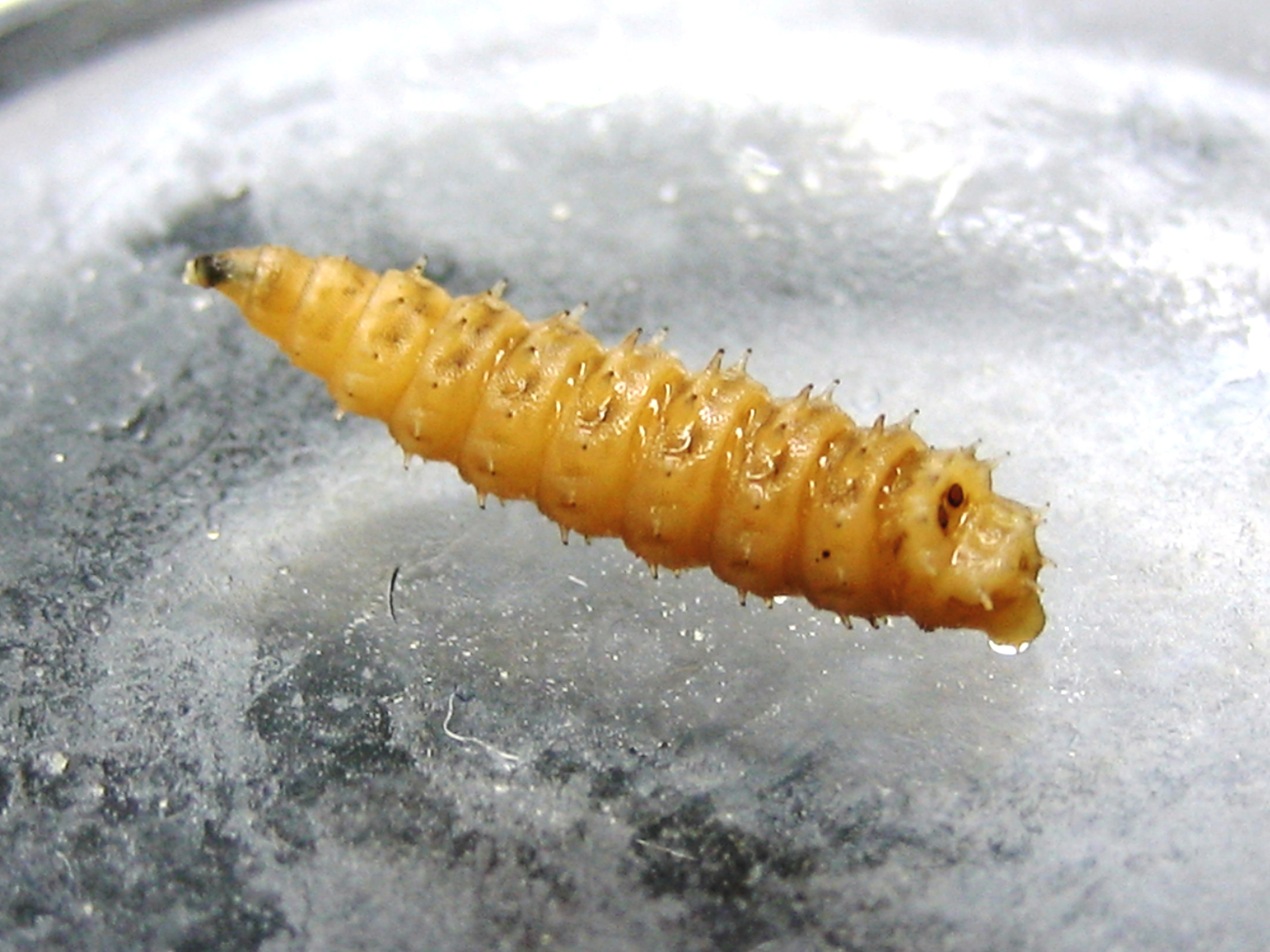
Larva de C. rufifacies

### Larva
Las larvas de C. rufifacies son fácilmente identificables por sus tubérculos filosos, carnosos a lo largo del cuerpo. La larva en su último estadio mide alrededor de 14 mm de longitud, con un color amarillento sucio; esto le da su nombre en inglés. El peritreme del espiráculo posterior (orificio respiratorio) es muy ancho con un espacio estrecho que tiene bordes bifurcados; las aberturas son cortas y anchas, casi cubren toda la placa.

## Ciclo de vida
El conocimiento del ciclo de vida de C. rufifacies es crucial en la determinación del intervalo post mortem para las aplicaciones relacionadas con la entomología forense. Precisa del desarrollo y de la sucesión de datos para las especies de manera significativa puede ayudar en investigaciones legales. C. rufifacies es especialmente importante en estas determinaciones, debido a su muy predecible el tiempo de desarrollo y de bajo grado de variación en el desarrollo de las larvas. El ciclo de vida de C. rufifacies se caracteriza por holometabolous desarrollo, que consta de huevo, larva, pupa, y adulto etapas. Todo el ciclo de vida lleva de 190 a 598 horas según la temperatura.
La hembra pone un promedio de 210 huevos y una máxima registrada de 368 huevos cerca de fresco cadáveres y, a menudo, durante las horas de luz. Después de que los huevos han sido establecidos, el primerinstar de la larva de los insectos emerge del huevo alrededor de 26 horas más tarde, a una temperatura de 29 °C. Un total de tres larvas de estadios están involucrados en el ciclo de vida de la especie, y todo el desarrollo de las larvas en la etapa de toma de 2,5 días a una temperatura de 29 °C. Las larvas son capaces de regular la temperatura de su cuerpo moviéndose a una posición diferente en la masa de gusanos para mantener preferido para el desarrollo de la temperatura. La máxima preferencial de la temperatura para las larvas de C. rufifacies es 35.1 °C. El tiempo de desarrollo de la especie es altamente dependiente de la temperatura debido a la sangre fría de la naturaleza de los insectos y el número acumulado de días-grado. Cualquier variabilidad en el desarrollo de veces también puede ser debido a diferentes cría de temperaturas bajo diferentes condiciones, tales como la variación de la humedad, la crianza de los medios de comunicación, y la densidad de larvas.
A menudo está presente un estadio de prepupa y se caracteriza por la dispersión y migración de distancia de la fuente de alimentación en la búsqueda de un sitio de pupación. La longitud del cuerpo de la larva disminuye durante esta etapa de la preparación para la pupación. Si las larvas están restringidas del movimiento y no permite dispersarse durante la etapa prepupal, un 24-hora de retraso en la pupación se observó. Por lo tanto, en medicocriminal investigaciones, si un cadáver envuelto y causas de restricción de la oruga de la migración, la alteración de los tiempos de desarrollo debe ser considerado. El prepupal etapa se lleva a 1.5 días y la fase de pupa dura 3 días a una temperatura de 29 °C. la Pupación ocurre generalmente cerca de la superficie del suelo o cerca de descomposición de la carne, y la piel de las larvas se endurece para formar un color marrón oscuro puparium o el exterior de la carcasa. Los adultos emergen después de la pupación y compañero de 3-7 días después de la aparición en verano, y 9–10 días después de la aparición en otoño. Los adultos son capaces de vivir de 23–30 días, y la oviposición se produce aproximadamente a los 5 días después del apareamiento.

## Importancia

### Médica
C. rufifacies ha sido utilizado con éxito en la terapia larval para tratar a los pacientes con osteomielitis, una infección microbiana del hueso. C. rufifacies puede ser un vector de patógenos entéricos en países como la India y Australia, especialmente, si se entra en los hogares debido a su atracción por las heces, frutas, carnes, y se niegan. Múltiples agentes patógenos tales como Bacillus bacterias, nemátodos, y los oxiuros se han recuperado desde el canal alimenticio y heces de C. rufifacies. Finales de la década de los estadios de las especies son beneficiosos médicamente que actúan como depredadores de larvas de patógenos de transmisión y miasis-producción de moscas; por lo tanto, las larvas pueden ser utilizados como beneficiosa y efectiva de agentes de control biológico. Sin embargo, ciertas cepas de Australia, India, y Hawái se ha documentado que la han estadios que son perjudiciales cuando involucrados en la secundaria miasis.

### Económica
Como especies ampliamente distribuidas, C. rufifacies tiene un profundo impacto tanto en la ganadería y la población de otros dípteros. Es beneficioso para los seres humanos debido a su facultatively depredador de la naturaleza, en el que se consume larvas de otras especies, especialmente de los competidores en la necrosis de los tejidos. se sabe que La especie a controlar las poblaciones de Lucilia cuprina y Lucilia sericata, dípteros especies que llegan primero a un muerto o cuerpo podrido. C. rufifacies también pueden comportarse cannibalistically cuando no hay otra fuente de alimento está presente.
Aunque se había hecho un informe en 1982 de un caso en el Condado de Hidalgo, Texas, donde miasis había sido descubierto en un perro, C. rufifacies tiende a afectan principalmente a la ganadería. En muchos países, especialmente Australia, C. rufifacies gusanos son conocidos por causar la piel y el tejido subyacente daño de ovejas; este proceso es conocido como "ovejas de la huelga" y resulta en pérdidas económicas. Normalmente, el económico, el daño causado por estos gusanos se produce como cutánea miasis en ovino ganado. Periódico oviposits en mal limpiado los becerros recién nacidos, así como miasis de maduro ganado vacuno y de ovejas, se han reportado en Texas y Arizona, donde la marcha se ha establecido a la población residente. Animal miasis causada por la especie a menudo produce grandes heridas que se curan muy lentamente; sin embargo, este golpe de la mosca no es considerado como un importante miasis mosca y es rara vez participan en la miasis. Aunque la económica de los daños causados por la mosca es desconocido, las estimaciones dependen de la calidad de la ganadería de atención y el tamaño de la población de moscas.

### Forense
C. rufifacies es uno de los más médica mente importante moscas debido a su extremadamente predecible de tiempo de desarrollo, la mínima diferencia de longitud de las larvas, y baja variación regional. Tiene una pupa de tiempo de desarrollo que van desde 134 horas 162 horas. El adulto comienza a formarse durante las sesiones 237ª a la 289th hora. Esto es útil para el entomólogo forense en la determinación del momento de la muerte de un cadáver. C. rufifacies podría tener un impacto en distorsionar post mortem intervalos mediante la eliminación de primaria de gusanos en un cadáver, debido a su facultatively depredador de la naturaleza durante el segundo y tercer estadio larval etapas. El facultatively depredador de los estadios se alimentan de otras larvas de dípteros como fuentes alternativas de alimento, especialmente en condiciones en donde la escasez de los suministros de alimentos que existen. Incluso desnutridos larvas pueden con éxito pasan y se convierten en adultos sanos. Además la alteración de la post mortem intervalo puede ocurrir debido a la antropofagia, que se produce cuando el segundo estadio las larvas consumen el primer estadio las larvas.
En el sureste, centro y suroeste de los Estados Unidos, los adultos de C. rufifacies es uno de los primeros insectos para llegar a un nuevo cadáver. Los adultos normalmente llegan dentro de los primeros 10 minutos después de la muerte. Las larvas también tienen un menor tiempo de desarrollo de otras especies, pero debido a su naturaleza depredadora, que también puede alterar entomológica basado post mortem intervalo de estimación. En Texas y Florida, la especie surge a partir de cadáveres que se encuentran en un avanzado estado de descomposición.

## Distribución
C. rufifacies se puede encontrar en una amplia variedad de los hábitats humanos. La mosca es nativa de Australia y ha sido recientemente ampliar en gran medida en la distribución. Su amplia distribución debido a la natural dispersión y el transporte a través de aviones, barcos o automóviles. Ocupa un rango altitudinal desde el nivel del mar hasta los 1250 m, 1.400 m, o de 2.100 m. La primera aparición de la especie en el territorio continental de Estados Unidos se produjo en la década de 1980. La especie se ha establecido en el Sur de California, Arizona, Texas, Louisiana y Florida. Se espera que eventualmente ocupar la mayor parte de los Estados Unidos en el futuro cercano. Debido a la rápida dispersión de la especie, se ha convertido en el principal golpe volar en cadáveres humanos en el norte y centro de la Florida, mientras que C. megacephala sigue siendo dominante en el sur de la Florida.

## Investigación futura
C. rufifacies es de primordial importancia forense en el campo de la entomología médicocriminal y ayuda en el establecimiento de  los intervalos post mortem. Las especies se convierten en más importantes ecológicamente, médicamente, y forense como se desplaza a otras especies nativas y se convierte en dominante de moscardones. El futuro de la investigación se dirige hacia el examen de los efectos potenciales de la amplia distribución de esta especie. C. rufifacies compite con el nativo de Cochliomyia macellaria especies y puede causar que el último que se extingan. La marcha ha sido un éxito en la competencia con otras especies en muchas regiones del mundo. Esto acaba de lograr el éxito se requiere una vigilancia estrecha de la especie para examinar sus efectos ecológicos y determinar asumir un compromiso serio en la miasis. La investigación adicional en el desarrollo y comportamiento de la sucesión de las especies permitirá más precisa post mortem cálculo del intervalo en el campo de la medicocriminal de entomología.